# Нью-Йорк Джетс
«Нью-Йорк Джетс» (англ. New York Jets) — професійна команда з американського футболу з міста Нью-Йорк в штаті Нью-Йорк. Член Східного дивізіону, Американської футбольної конференції, Національної футбольної ліги.
Домашнім полем для «Джетс» є Джаєнтс Стадіум або Медоландс в Іст Резерфорд, Нью-Джерсі.
Команда заснована у 1960 під назвою Нью-Йорк Тайтанс, у 1962 назва була змінена на Нью-Йорк Джетс. До 1969 Джетс була членом Американської футбольної ліги, доки не вступила до Національної футбольної ліги.
Команда виграла чемпіонат з американського футболу (англ. AFC-NFC Super Bowl) у 1968 році.